# جورج بنسون (لاعب كرة قدم)
جورج بنسون (بالإنجليزية: George Benson)‏ (26 يونيو 1893 في المملكة المتحدة - 19 ديسمبر 1974 في المملكة المتحدة) هو لاعب كرة قدم بريطاني (وحمل سابقاً جنسية المملكة المتحدة لبريطانيا العظمى وأيرلندا) في مركز جناح ‏. لعب مع بلاكبيرن روفرز وبورت فايل وكوينز بارك رينجرز ونادي تشورلي ونادي ستاليبريدج سيلتيك وأكرينجتون ستانلي ‏.